# Atatürk-Haus (Thessaloniki)

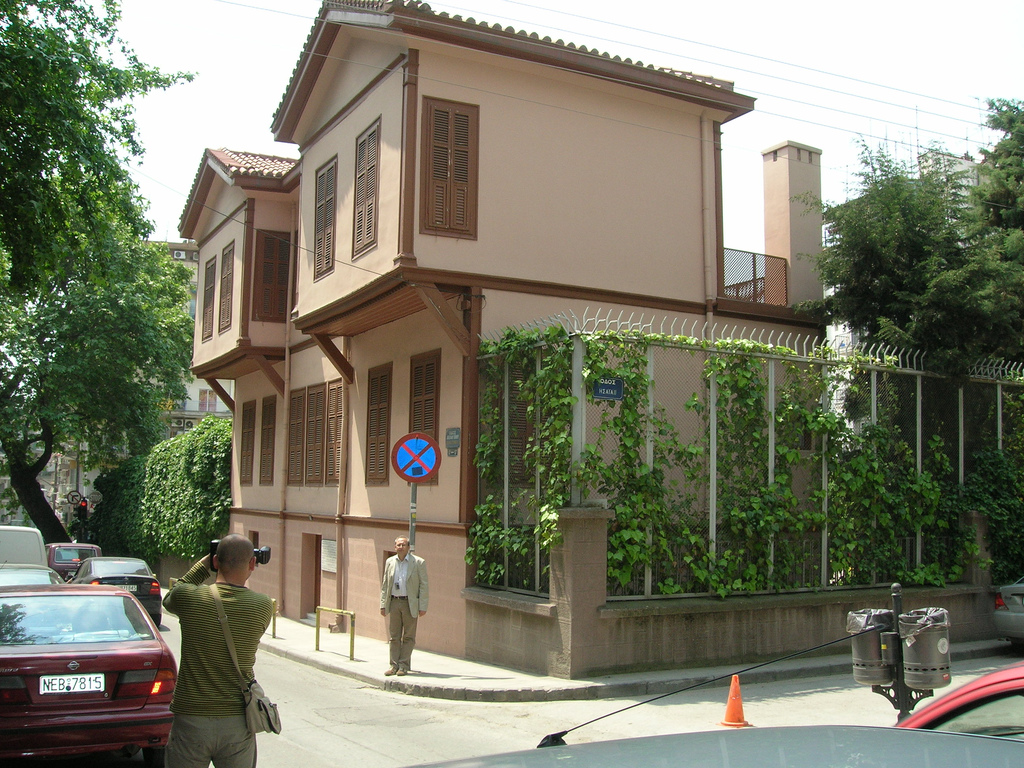
Foto des Geburtshauses von Kemal Atatürk, 2006

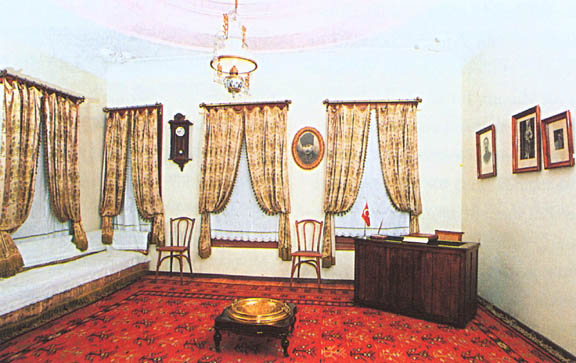
Das Zimmer, in dem Atatürk geboren wurde

Das Atatürk-Haus (griechisch Μουσείο Ατατούρκ Mousío Atatúrk, deutsch ‚Atatürk-Museum‘) in Thessaloniki, Griechenland ist das Geburtshaus des türkischen Staatsgründers Kemal Atatürk (1881–1938). Es befindet sich in der Apostolou-Pavlou-Straße 17 und beherbergt eine Dauerausstellung, in der Fotografien, Kleidungsstücke und weitere Exponate aus dem Leben des Präsidenten gezeigt werden.

## Das Haus
Das Gebäude ist spiegelsymmetrisch aufgebaut und hat auf der Hofseite einen weitläufigen Garten. In diesem befindet sich auch ein großer Granatapfelbaum, den Atatürks Vater gepflanzt hat. Auf dem Grundstück befindet sich auch das türkische Generalkonsulat.

## Geschichte
Das Haus wurde vor 1870 im damals zum Osmanischen Reich gehörenden Selânik (türkische Bezeichnung von Thessaloniki) erbaut. Seit der Eheschließung der Eltern Ali Rıza Efendi und Zübeyde Hanım im Jahr 1878 wurde es von der Familie Atatürks bewohnt. Kemal Atatürk wurde 1881 in einem Kaminzimmer im zweiten Stock geboren und verbrachte in dem Haus seine Kindheit. Nach dem Tod des Vaters im Jahr 1888 zog die Mutter mit ihren drei Kindern in ein anderes Gebäude.
Am 9. November 1933 wurde anlässlich des zehnten Jahrestages der Gründung der Republik Türkei durch Kemal Atatürk am Haus eine von der Stadt Thessaloniki gestiftete Marmorplakette enthüllt. 1937 kaufte die Stadt das Gebäude und schenkte es Atatürk. Ohne das Haus wieder besucht zu haben, starb Atatürk ein Jahr später.
1950 wurde das Haus nach Plänen des Literaturwissenschaftlers Enver Ziya Karal renoviert. Neben den originalen Möbeln wurden weitere Möbelstücke und Teppiche aus den Beständen des Dolmabahçe-Palasts und des Topkapı-Palasts in Istanbul ergänzt, um das Haus so zu gestalten, wie es 1878 gewesen sein könnte. Auch Kleidungsstücke aus dem Anıtkabir-Museum in Ankara wurden zur Verfügung gestellt. Im Erdgeschoss wurde eine Bibliothek eingerichtet. Am 10. November 1953 wurde das Haus wiedereröffnet.
In der Nacht zum 6. September 1955 explodierte am Haus ein Sprengsatz und richtete erhebliche Sachschäden sowohl am Haus als auch an umliegenden Gebäuden an. Die Berichterstattung in der Türkei über das Ereignis war ein Auslöser für das Pogrom von Istanbul, das sich vor allem gegen die dortige griechische Minderheit richtete. Sechs Jahre später verurteilte ein türkisches Gericht den türkischen Ministerpräsidenten Adnan Menderes und dessen Kreis für den Anschlag.

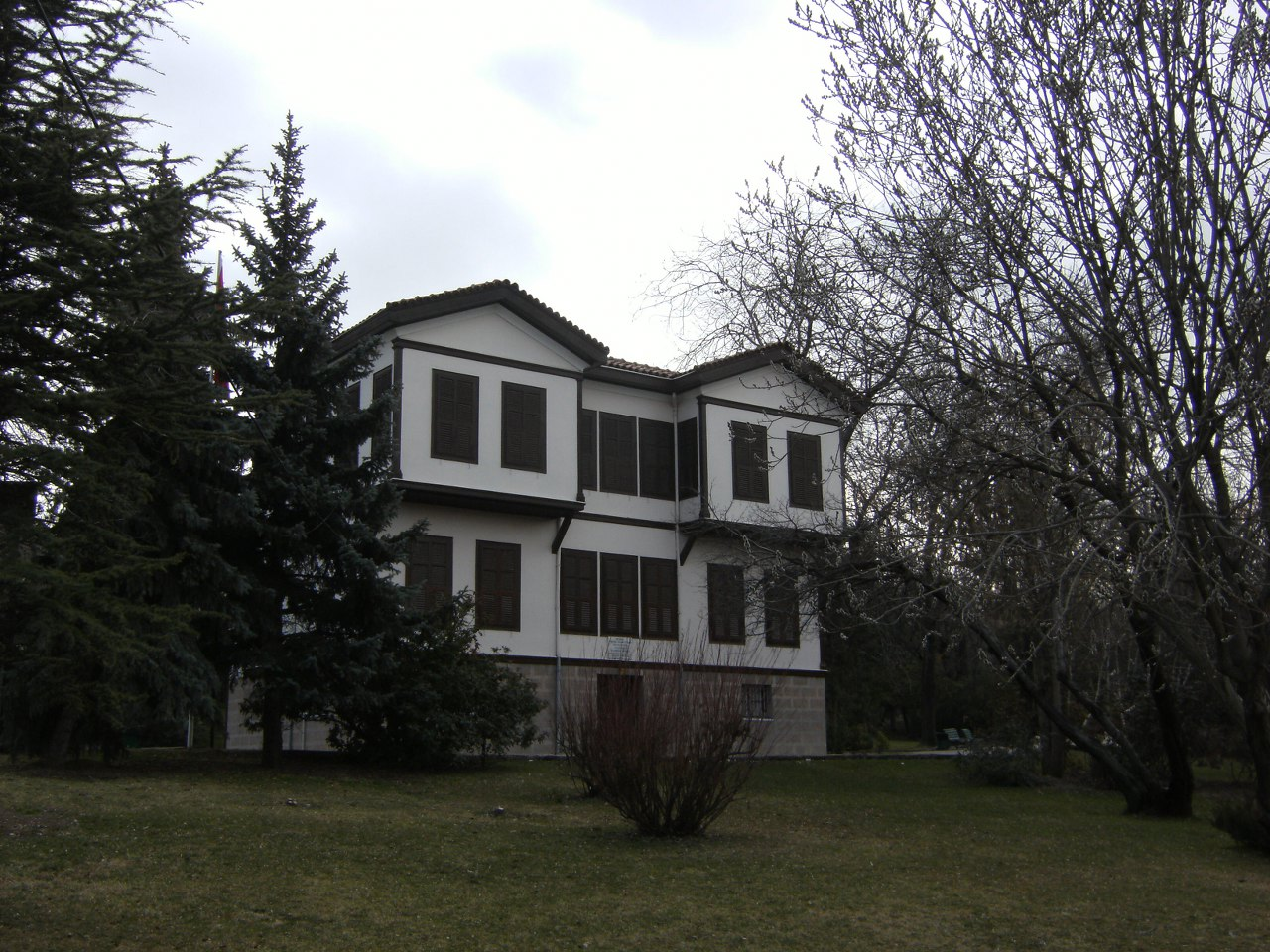
Replik des Gebäudes im Atatürk Orman Çiftliği in Ankara

1981 wurde das Gebäude renoviert; gleichzeitig wurde auf dem Gelände des Atatürk Orman Çiftliği in Ankara ein Nachbau errichtet.
Das Atatürk-Haus in Thessaloniki ist ein beliebtes Ziel türkischer Touristen.